# Mecysmauchenioides
Mecysmauchenioides är ett släkte av spindlar. Mecysmauchenioides ingår i familjen Mecysmaucheniidae.
Kladogram enligt Catalogue of Life:
| Mecysmauchenioides | \| \| Mecysmauchenioides nordenskjoldi \| \| \| \| \| \| Mecysmauchenioides quetrihue \| \| \| \| |
|                    | \| \| Mecysmauchenioides nordenskjoldi \| \| \| \| \| \| Mecysmauchenioides quetrihue \| \| \| \| |
|                    | Aotearoa                                                                                          |
|                    |                                                                                                   |
|                    | Chilarchaea                                                                                       |
|                    |                                                                                                   |
|                    | Mecysmauchenius                                                                                   |
|                    |                                                                                                   |
|                    | Mesarchaea                                                                                        |
|                    |                                                                                                   |
|                    | Semysmauchenius                                                                                   |
|                    |                                                                                                   |
|                    | Zearchaea                                                                                         |
|                    |                                                                                                   |
|                    | Mecysmauchenioides nordenskjoldi                                                                  |
|                    |                                                                                                   |
|                    | Mecysmauchenioides quetrihue                                                                      |
|                    |                                                                                                   |

|  | Mecysmauchenioides nordenskjoldi |
|  |                                  |
|  | Mecysmauchenioides quetrihue     |
|  |                                  |